# Prozessierung
Als Prozessierung wird in der Biochemie sowohl die posttranskriptionale Modifizierung eukaryotischer RNA (kurz RNA-Prozessierung) als auch die posttranslationale Modifikation von Proteinen (kurz Protein-Prozessierung) bezeichnet.

## RNA-Prozessierung
Für weiterführende Informationen siehe den Abschnitt Eukaryotische prä-mRNA-Prozessierung im Artikel mRNA.
Alle Modifikationen finden an der prä-mRNA, statt, damit diese als „reife mRNA“ aus dem Zellkern exportiert werden kann.
Unter RNA-Prozessierung werden verschiedene Vorgänge zusammengefasst:
- Capping: Anhängen der 5′-Cap-Struktur. Bereits kurz nach Beginn der Transkription wird das 5′-Ende der in Synthese befindlichen Prä-mRNA zu einer Struktur umgewandelt, die als „Cap“ bezeichnet wird und die mRNA vor der Verdauung durch 5′-Exonukleasen und Phosphatasen schützt. Anlagerung einer Kappe aus modifiziertem Guanin.
- Splicing: Spleißen der prä-mRNA in Introns und Exons. Nicht codierende Introns werden herausgeschnitten.
- Polyadenylierung: Anhängen des Poly(A)-Schwanzes an dem neuentstandenen 3′-Ende der prä-mRNA (bis zu 250 Nukleotiden lang). Dieser Poly(A)-Schwanz erleichtert den Export der mRNA in das Cytoplasma und schützt außerdem das 3′-Ende vor einem enzymatischen Abbau.
- RNA-Editing: Verändern einzelner oder mehrerer Nukleinbasen. So kann z. B. durch das Editing ein neues Stopcodon stromaufwärts des alten entstehen, wodurch die Translation vorher abbricht und u. U. ein völlig anderes Protein entsteht. Das Editing kann von Zelle zu Zelle unterschiedlich sein.

## Protein-Prozessierung
Proteine können durch Proteolyse, Phosphorylierung, Glykosylierung und viele weitere Reaktionen prozessiert werden.